# 扎波基夫涅
51°50′10″N 24°25′13″E / 51.83611°N 24.42028°E
扎波基夫涅（烏克蘭語：Запоківне），是烏克蘭的村落，位於該國西部沃倫州，由科韋利區負責管轄，面積1.6平方公里，海拔高度149米，2001年人口167，人口密度每平方公里104.31人。